# Shemittah
Nell'ebraismo Shemittah o anno sabbatico (o shmita, in ebraico שמיטה‎?, lett. "affrancamento/liberazione") detto anche anno dello Shabbat o sheviit (in ebraico שביעית‎?, lett. "settimo") è il settimo anno del ciclo agricolo settennale ordinato dalla Torah per la Terra di Israele, ed è ancora osservato dall'ebraismo contemporaneo.

## Antico Israele

Regno di Israele (blu) e Regno di Giuda (giallo), coi loro confinanti (marrone) (VIII secolo a.C.)

### Vicino Oriente antico
È materia in discussione tra studiosi del Vicino Oriente antico se ci siano o meno chiare testimonianze di un ciclo settennale nei testi ugaritici. Si dibatte inoltre come il settimo anno incolto della Bibbia si adatti, per esempio, alla pratica assira del ciclo quadriennale e alla rotazione delle colture, e se un anno su sette fosse un anno incolto aggiuntivo. Il biblista Jehuda Felix ipotizza che la terra potesse essere stata coltivata 3 anni su sette.

### Riferimenti biblici
Un anno di sabbath (shmita) è citato diverse volte nella Bibbia ebraica, per nome o secondo il suo schema di sei anni attivi e uno di riposo:
- Libro dell'Esodo: "Per sei anni seminerai la tua terra e ne raccoglierai il prodotto, ma nel settimo anno non la sfrutterai e la lascerai incolta: ne mangeranno gli indigenti del tuo popolo e ciò che lasceranno sarà divorato dalle bestie della campagna. Così farai per la tua vigna e per il tuo oliveto." (Esodo 23:10–11[6]).
- Libro del Levitico: "Il Signore disse ancora a Mosè sul monte Sinai: «Parla agli Israeliti e riferisci loro: Quando entrerete nel paese che io vi do, la terra dovrà avere il suo sabato consacrato al Signore. Per sei anni seminerai il tuo campo e poterai la tua vigna e ne raccoglierai i frutti; ma il settimo anno sarà come sabato, un riposo assoluto per la terra, un sabato in onore del Signore; non seminerai il tuo campo e non poterai la tua vigna. Non mieterai quello che nascerà spontaneamente dal seme caduto nella tua mietitura precedente e non vendemmierai l'uva della vigna che non avrai potata; sarà un anno di completo riposo per la terra. Ciò che la terra produrrà durante il suo riposo servirà di nutrimento a te, al tuo schiavo, alla tua schiava, al tuo bracciante e al forestiero che è presso di te; anche al tuo bestiame e agli animali che sono nel tuo paese servirà di nutrimento quanto essa produrrà." (Levitico 25:1–7[7])[8]
"Ma se dite: "Che cosa mangeremo il settimo anno, se non semineremo e non raccoglieremo i nostri prodotti?". Io ho comandato che la mia benedizione venga su di voi il sesto anno, ed esso vi darà un raccolto che basterà per tre anni. Così nell'ottavo anno seminerete e mangerete del vecchio raccolto fino al nono anno; mangerete del vecchio raccolto finché venga il nuovo." (Levitico 25:20–22[9])[8]
"Quanto a voi, vi disperderò fra le nazioni e vi inseguirò con la spada sguainata; il vostro paese sarà desolato e le vostre città saranno deserte. Allora la terra godrà i suoi sabati per tutto il tempo in cui rimarrà desolata e voi sarete nel paese dei vostri nemici; allora la terra si riposerà e si compenserà dei suoi sabati. Finché rimarrà desolata, avrà il riposo che non le fu concesso da voi con i sabati, quando l'abitavate." (Levitico 26:33-35[10])[8]
- Libro del Deuteronomio: "Alla fine di ogni sette anni celebrerete l'anno di remissione. Ecco la norma di questa remissione: ogni creditore che abbia diritto a una prestazione personale in pegno per un prestito fatto al suo prossimo, lascerà cadere il suo diritto: non lo esigerà dal suo prossimo, dal suo fratello, quando si sarà proclamato l'anno di remissione per il Signore. Potrai esigerlo dallo straniero; ma quanto al tuo diritto nei confronti di tuo fratello, lo lascerai cadere..." (Deuteronomio 15:1–6[11])[12]
"Mosè diede loro quest'ordine: «Alla fine di ogni sette anni, al tempo dell'anno del condono, alla festa delle capanne, quando tutto Israele verrà a presentarsi davanti al Signore tuo Dio, nel luogo che avrà scelto, leggerai questa legge davanti a tutto Israele, agli orecchi di tutti. Radunerai il popolo, uomini, donne, bambini e il forestiero che sarà nelle tue città, perché ascoltino, imparino a temere il Signore vostro Dio e si preoccupino di mettere in pratica tutte le parole di questa legge. I loro figli, che ancora non la conoscono, la udranno e impareranno a temere il Signore vostro Dio, finché vivrete nel paese di cui voi andate a prendere possesso passando il Giordano»" (Deuteronomio 31:10–13[13]).[14]
- Libro di Geremia: "«Così dice il Signore, Dio di Israele: Io ho concluso un'alleanza con i vostri padri, quando li ho fatti uscire dal paese d'Egitto, da una condizione servile, dicendo: Al compiersi di sette anni rimanderà ognuno il suo fratello ebreo che si sarà venduto a te; egli ti servirà sei anni, quindi lo rimanderai libero disimpegnato da te; ma i vostri padri non mi ascoltarono e non prestarono orecchio" (Geremia 34:13–14[15]).[16]
- Libro di Neemia: "[...Si unirono ai loro fratelli più ragguardevoli e si impegnarono] a non comprar nulla in giorno di sabato o in altro giorno sacro dai popoli che portassero a vendere in giorno di sabato qualunque genere di merci o di derrate; a lasciare in riposo la terra ogni settimo anno e a rinunziare a ogni credito" (Neemia 10:31[17]).[18]
- Libro delle Cronache: "Il re deportò in Babilonia gli scampati alla spada, che divennero schiavi suoi e dei suoi figli fino all'avvento del regno persiano, attuandosi così la parola del Signore, predetta per bocca di Geremia: «Finché il paese non abbia scontato i suoi sabati, esso riposerà per tutto il tempo nella desolazione fino al compiersi di settanta anni»" (2 Cronache 36:20–21[19]).[20]
- Libro dei Re: (parla Isaia) "... Questo ti serva come segno: si mangi quest'anno il frutto dei semi caduti, nell'anno prossimo ciò che nasce da sé, nel terzo anno semineranno e mieteranno, pianteranno vigne e ne mangeranno il frutto. Il resto della casa di Giuda che scamperà continuerà a mettere radici di sotto e a dar frutto in alto" (2 Re 19:20–30[21]).

Isaia apparentemente sta informando Re Ezechia che se accetta di osservare l'anno di Shabbat quell'autunno (701 a.C.) e il giubileo l'anno successivo (700 a.C.) — sebbene non chiami nessuno dei due con il rispettivo nome in lingua originale — e poi aspetti di riprendere la coltivazione e la mietitura fino all'anno susseguente (699 a.C.), allora Dio agirà contro l'assedio di Gerusalemme da parte di Sennacherib (cfr. 2 Re 19:32–37). Non esiste altra occasione nel calendario ebraico in cui due anni di incoltura pianificata cadino consecutivamente, uno subito dopo l'altro. Ezechia apparentemente accetta, e l'assedio è scampato. Poiché la data dell'invasione di Giuda da parte di Sennacherib e l'assedio di Gerusalemme è fissato dagli archeologi nella primavera ed estate del 701 a.C., ciò comprova che le date che il Rabbinato considera anni sabbatici e giubilari sono errate: l'ultimo giubileo sarebbe stato il 2001 (perché non c'è anno "0" tra 1 a.C. e 1 d.C.), e l'anno sabbatico più recente sarebbe quindi iniziato durante Rosh Hashanah nel settembre 2014.
Questa interpretazione, cioè che il passo di 2 Re (e il suo parallelo in  Isaia 37:30) si riferisca ad un anno si Sabbath (shmita) seguito da un anno di giubileo (yovel), incontra difficoltà quando si esamina la lingua originale di questi due passi biblici. Il testo dice che nel primo anno il popolo doveva mangiare "ciò che nasce da sé", che viene espresso da una parola in ebraico, saphiah (ספיח). In Levitico 25:5, la mietitura di saphiah è proibita durante l'anno sabbatico, rendendo quindi difficile da accettare l'interpretazione data sopra.
Esiste una spiegazione alternativa che evita tale difficoltà e che si rifà ad un vecchio commentario (1837) del teologo Adam Clarke. L'assedio assiro era durato fino al tempo della semina nell'autunno 701 a.C., e sebbene gli assiri fossero partiti subito dopo l'annuncio della profezia (2 Re 19:35), questi avevano consumato il raccolto di quell'anno prima di partire, lasciando solo saphiah da recuperare nei campi. L'anno successivo il popolo doveva mangiare "ciò che nasce dallo stesso", in ebraico סחיש‎? (sahish). Poiché questa parola appare solo qui e nel passo parallelo di Isaia 37:30, dove è scritto שחיס, c'è dell'incertezza sul suo significato esatto. Se è lo stesso di shabbat ha-arets (שבת הארץ), per cui fu permesso mangiare durante un anno sabbatico come da Levitico 25:6, allora esiste una pronta spiegazione del perché non ci fu raccolto: il secondo anno, cioè l'anno che iniziò nell'autunno 700 a.C., era un anno sabbatico, dopodiché riprendeva la normale semina e mietitura nel terzo anno, come affermato nel testo.
Un'altra interpretazione elimina tutte le speculazioni dell'anno sabbatico, traducendo il versetto in questo modo: "Questo ti serva come segno: si mangi quest'anno ciò che nasce da sé, e nell'anno prossimo ciò che cresce dai ceppi d'albero, nel terzo anno semina e mieti, e pianta vigne e mangiane il frutto." Secondo il commentario della Judaica Press, fu l'invasione di Sennacherib che impedì al popolo di Giuda di seminare nel primo anno e Isaia promise che piante sufficienti sarebbero cresciute a nutrire la popolazione per il resto del primo anno e per il secondo. Pertanto, Isaia fornì veramente a Ezechia un segno che Dio avrebbe salvato la città di Gerusalemme, come narrato esplicitamente, e non un'ingiunzione riguardo al sabbatico   (shmita) o al giubileo (yovel), che non sono affatto menzionati nel passo biblico.

### Anni sabbatici storici
I riferimenti biblici da cui si possono ricavare gli anni sabbatici sono riassunti nelle seguenti tabelle:
| Anno                | Avvenimento |
| ------------------- | --- |
| 1406 a.C.           | Ingresso nel territorio; inizio del conteggio degli anni sabbatici e dei giubilei, come calcolati secondo l'osservanza del 17º Giubileo nel 574/73 a.C. e (indipendentemente) da 1 Re 6:1. |
| 868/867 a.C.        | Lettura pubblica della Legge nel 3º anno di Giosafat. Anche anno giubilare, l'undicesimo.                                                                                                  |
| 700/769 a.C.        | Anno sabbatico dopo la partenza dell'esercito assiro nel tardo 701 o agli inizi del 700 a.C..                                                                                              |
| 623/622 a.C.        | Lettura pubblica della Legge. Anche anno giubilare, il sedicesimo. |
| 588/587 a.C.        | Affrancamento degli schiavi all'inizio dell'anno sabbatico 588/587 (Tishri 588). |
| Estate 587 a.C.     | Caduta di Gerusalemme in mano ai babilonesi nell'ultima parte dell'anno sabbatico 588/587.                                                                                                 |
| 10 Tishri, 574 a.C. | Visione di Ezechiele di un Tempio ricostruito, all'inizio del 17º anno giubilare, che era anche un anno sabbatico.                                                                         |

| Anno              | Avvenimento |
| ----------------- | --- |
| 331/330 a.C.      | Remissione delle tasse sotto Alessandro Magno per gli anni sabbatici                                                     |
| 163/162 a.C.      | Seconda battaglia di Beth-Zur; estate del 162 a.C.                                                                       |
| 135/134 a.C.      | Assassinio di Simone l'Asmoneo                                                                                           |
| 37/36 a.C.        | Erode conquista Gerusalemme il 10 Tishri (Yom Kippur) subito dopo la fine dell'anno sabbatico 37/36 a.C.                 |
| 41/42 d.C.        | Recita di Deuteronomio 7:15 da parte di Agrippa I durante un anno postsabbatico, confermando l'anno sabbatico 41/42      |
| 55/56             | Nota di debito da Wadi Murabba’at nel secondo anno di Nerone, 55/56, che indica il 55/56 come anno sabbatico             |
| 69/70             | Distruzione di Gerusalemme nella seconda parte (motsae, "uscita") dell'anno sabbatico 69/70                              |
| 132/133           | Contratti d'affitto di Simon Bar Kokheba che indicano il 132/133 come anno sabbatico                                     |
| 443/434 e 440/441 | Tre lapidi tombali del IV secolo e del V secolo vicino Sodoma indicano che il 433/434 e il 440/441 furono anni sabbatici |

## Interpretazioni rabbiniche
I rabbini del Talmud e successivi  interpretarono le leggi di Shemittah in vari modi per mitigare il peso che veniva creato per i contadini e per l'industria agricola. La Heter Mechirah ("clemenza di vendita"), sviluppata per l'anno sabbatico 1888–1889, permetteva ai fattori ebrei di vendere la propria terra a non ebrei in modo che potessero continuare a coltivare la terra anche durante Shemittah. Questa soluzione temporanea all'impoverimento delle comunità ebraiche in quei tempi, fu adottata in seguito dal Gran Rabbinato d'Israele come editto permanente, generando una controversia continua tra sionisti e capi haredi fino ad oggi. Esiste un grande dibattito tra le autorità halakhiche su quale sia la natura dell'obbligo dell'anno sabbatico al giorno d'oggi. Alcuni dicono che sia ancora vincolante biblicamente, come è sempre stato. Altri sostengono che sia vincolante rabbinicamente, poiché Shemittah si applica biblicamente solo quando è in vigore l'anno giubilare, ma i Saggi del Talmud legiferarono comunque l'osservanza dell'anno sabbatico quale ricordo dello statuto biblico. Tuttavia altri sostengono che la Shemittah sia diventata puramente volontaria. Un'analisi del rispettato posek sefardita, già rabbino capo Ovadia Yosef nei suoi responsa Yabi'a Omer (Vol. 10), supporta l'opzione mediana, che l'obbligo biblico si rispetti solo quando una maggioranza di ebrei vive in Terra di Israele (biblica) e quindi la Shemittah oggigiorno è un obbligo di natura rabbinica. Tale approccio potenzialmente ammette alcune "clemenze" che non sarebbero possibili se la Shemittah fosse di origine biblica, tra cui la succitata vendita di terra d'Israele. Autorità haredi, d'altra parte, generalmente seguono l'interpretazione del Chazon Ish, che la Shemittah continui ad essere un obbligo biblico.

## Osservanze in Terra di Israele
Secondo le leggi di Shemittah, la terra posseduta dagli ebrei in Terra di Israele è lasciata incolta nei periodi citati, ma ciò non vale per la Diaspora. In epoca biblica qualsiasi prodotto che crescesse spontaneamente era lasciato ai poveri, ai forestieri di passaggio, e agli animali dei campi. Sebbene prodotti in crescita naturale come l'uva da viti esistenti possa essere raccolta, questi non possono essere venduti o usati per scopi commerciali; devono essere dati via gratuitamente o consumati. Debiti personali sono considerati assolti al tramonto del 29 Elul; poiché questo aspetto di Shemittah non dipende dalla terra, è obbligatorio sia per gli ebrei di Israele sia altrove.
Poiché i prodotti coltivati in terra di Israele e di proprietà di contadini ebrei non possono essere venduti o consumati, frutta e verdura vendute durante l'anno sabbatico possono essere ottenute da cinque fonti:
- Prodotti coltivati durante il sesto anno, per i quali le leggi del settimo anno non valgono.
- Prodotti coltivati su terra posseduta da non ebrei (tipicamente, contadini arabi in Israele).
- Prodotti coltivati su terra al di fuori dei confini halakhici di Israele (chutz la'aretz).
- Prodotti (soprattutto frutta) distribuiti tramite lo otzar beit din.[52]
- Prodotti coltivati in serre.

Le autorità halakhiche proibiscono la rimozione di prodotti in santità sabbatica (prodotti shevi`it) dalla terra di Israele o l'acquisto di tali prodotti fuori da Israele. Alcune autorità ammoniscono i turisti di stare attenti a non trasportare tali prodotti su aerei che partono da Israele, anche se dovessero consumarli in transito.
C'è inoltre l'obbligo che prodotti shevi`it siano consumati per uso personale e non possono essere rivenduti o buttati nella spazzatura. Per tale ragione, esistono varie regole speciali in merito all'utilizzo religioso di prodotti che sono normalmente provenienti da derrate agricole. Alcune autorità sostengono che le candele di Hannukah non possano essere fatte di olii shevi'it perché la loro luce non dovrebbe essere per uso personale. Per ragioni affini, alcune autorità asseriscono che, se la cerimonia di Havdalah viene svolta usando vino estratto da uva shevi`it, la coppa deve essere bevuta completamente e la candela non deve essere bagnata nel vino per spegnere la fiamma come vien fatto usualmente.
Poiché la normativa ortodossa del casherut ha direttive speciali per alcuni prodotti, come il vino, che deve essere prodotto da ebrei, il permesso di vendere la propria terra a non ebrei non è disponibile per questi prodotti, dal momento che tali restrizioni renderebbero il vino non-kosher. Di conseguenza, vino ottenuto da uva coltivata in terra di Israele durante l'anno sabbatico è soggetto agli obblighi di Shemittah. Nuove viti non possono essere piantate; sebbene uva proveniente da vitigni esistenti può essere raccolta, il prodotto e derivati non possono essere venduti.

### In Israele odierno
Il primo anno sabbatico nello Stato di Israele è stato nel 1951-1952 (5712 secondo il calendario ebraico). Shemittah successive sono cadute nel 1958–1959 (5719), 1965–1966 (5726), 1972–1973 (5733), 1979–1980 (5740), 1986–1987 (5747), 1993–1994 (5754), 2000–2001 (5761), 2007–2008 (5768), e 2014-2015 (5775). Una delle ultime è avvenuta di Rosh Hashanah nel settembre 2014, corrispondente all'anno ebraico 5775. Il 50º anno della terra, è chiamato "Yovel" in ebraico, che è l'origine del termine latino "giubileo", che significa appunto 50º. Secondo la Torah l'osservanza del Giubileo ebraico si applica solo al popolo ebreo che risiede in Terra di Israele secondo le rispettive Tribù. Pertanto, con l'esilio delle Tribù di Ruben, Gad e di Manasse (600 a.C. circa) il Giubileo non è più applicabile.

### Idroponica
Le autorità che proibiscono la coltura in Israele secondo le leggi di Shemittah, generalmente permettono la coltivazione idroponica in serre strutturate in modo che le piante non siano connesse al suolo. Come risultato, l'idroponica è in crescita nelle comunità agricole haredi.